# Лэнди, Джон
Джон Майкл Лэнди (англ. John Michael Landy; 12 апреля 1930, Мельбурн, Виктория, Австралия — 24 февраля 2022, Каслмейн, Виктория, Австралия) — австралийский спортсмен и политик, мировой рекордсмен в беге на одну милю и 1500 метров (1954), бронзовый призёр летних Олимпийских игр в Мельбурне в беге на 1500 метров (1956), 26-й губернатор Виктории (2001—2006).

## Биография
Джон Лэнди родился 12 апреля 1930 года в Мельбурне (штат Виктория, Австралия). Он учился в Малвернской и Джелонгской грамматических школах, а затем изучал сельскохозяйственные науки в Мельбурнском университете, окончив его в 1954 году.
Во время учёбы в университете Лэнди активно занимался спортом, в частности, играл в австралийский футбол. Он также участвовал в соревнованиях по бегу, при этом изначально его целью было поддержание хорошей формы для игры в австралийский футбол. Более серьёзно он стал относиться к занятиям бе́гом после того, как в 1951 году попал в команду штата Виктория по лёгкой атлетике.
В 1952 году на межклубных соревнованиях, предшествовавших летним Олимпийским играм в Хельсинки, Лэнди пробежал одну милю (1609,344 м) за 4 минуты 2,1 секунды, что было всего на секунду больше, чем мировой рекорд шведа Гундера Хегга, установленный в 1945 году. Тем не менее на Олимпийских играх 1952 года Лэнди не удалось войти в число призёров.
6 мая 1954 года британский легкоатлет Роджер Баннистер установил новый мировой рекорд в беге на одну милю — 3 минуты 59,4 секунды. Он стал первым человеком в мире, пробежавшим милю быстрее четырёх минут. 21 июня 1954 года на соревнованиях в Турку (Финляндия) Лэнди удалось побить результат Баннистера — он пробежал одну милю за 3 минуты 57,9 секунд, тем самым став мировым рекордсменом и вторым спортсменом, преодолевшим четырёхминутный рубеж. Мировой рекорд Лэнди продержался более трёх лет.

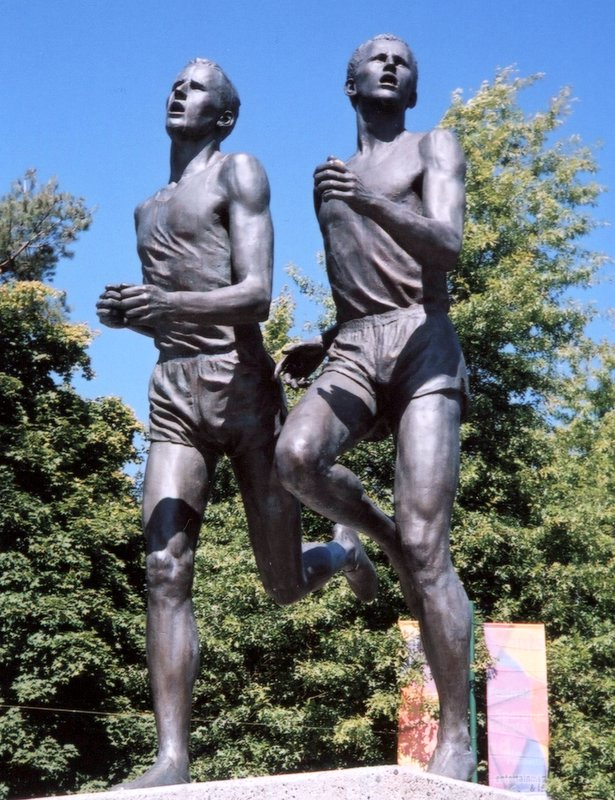
Скульптура в Ванкувере, изображающая драматический момент забега Баннистера и Лэнди (скульптор Джек Харман, 1967)

7 июля 1954 года Лэнди и Баннистер стартовали в одном забеге на милю на Играх Британской империи и Содружества наций, проходивших в Ванкувере (Британская Колумбия, Канада). Когда до финиша оставалось 90 ярдов (около 82 метров), впереди был Лэнди. В этот момент он посмотрел через левое плечо, пытаясь оценить, где находится его соперник. Баннистер же в тот самый момент ускорился и обошёл Лэнди справа, выиграв забег с результатом 3 минуты 58,8 секунд, а Лэнди финишировал вслед за ним с результатом 3 минуты 59,6 секунд. Это был первый забег на милю в истории лёгкой атлетики, когда сразу два участника преодолели четырёхминутный барьер, — впоследствии его называли «чудесной милей» (англ. miracle mile) или «забегом столетия» (англ. race of the century).

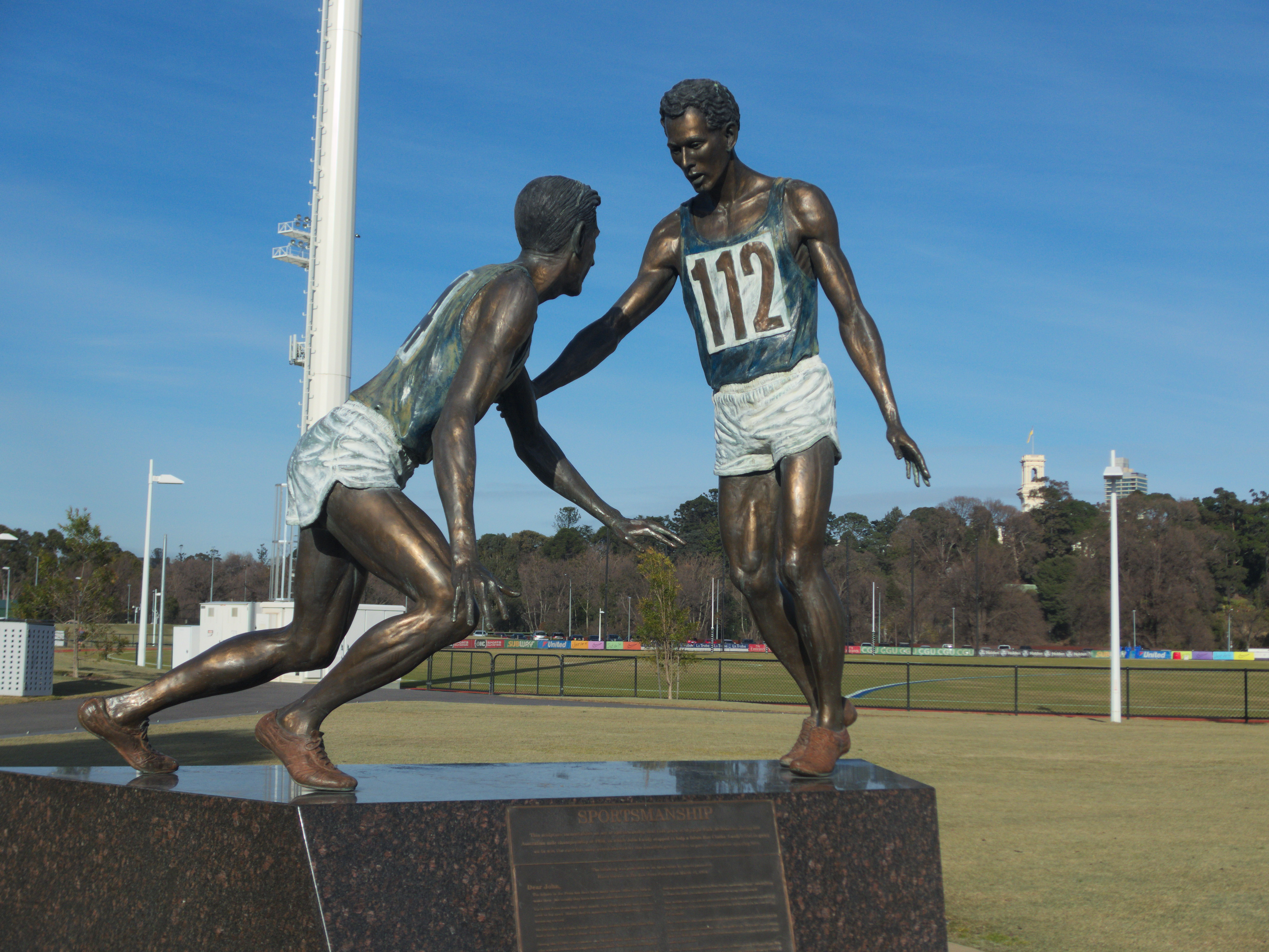
Скульптура в Мельбурне, изображающая момент, когда Лэнди помогает Кларку (скульптор Митч Митчелл, 2002)

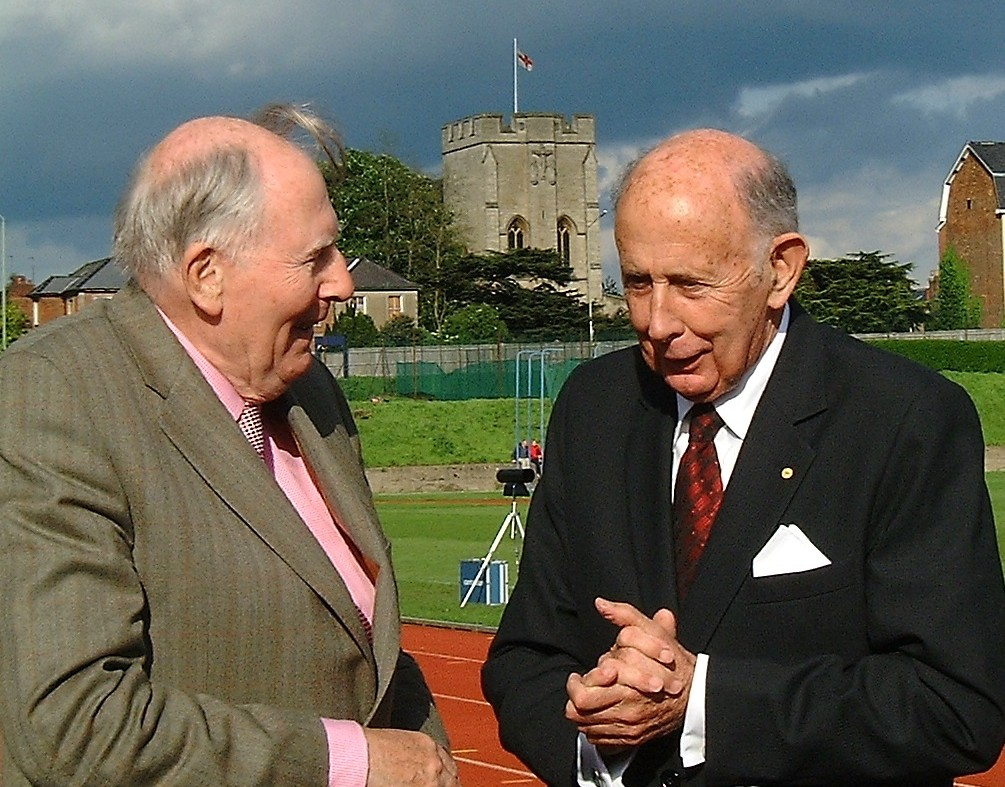
Джон Лэнди (справа) и Роджер Баннистер в 2004 году

Широкую известность получил эпизод, произошедший в 1956 году на чемпионате Австралии, который был отборочным турниром перед летними Олимпийскими играми в Мельбурне. Во время забега на милю, в котором участвовал Лэнди, бежавший перед ним Рональд Кларк поскользнулся и упал на беговую дорожку. Лэнди перепрыгнул через него, после чего вернулся и помог ему встать на ноги, а затем продолжил участие в забеге. Несмотря на то, что в результате остановки Лэнди отстал от других бегунов на 50 метров, ему удалось их догнать и финишировать первым, завоевав место в олимпийской команде Австралии. 
На церемонии открытия Олимпийских игр в Мельбурне, состоявшейся 22 ноября 1956 года, Джону Лэнди было поручено прочитать олимпийскую клятву. К тому времени Роджер Баннистер ушёл из большого спорта, и Лэнди рассматривали как фаворита в беге на 1500 метров. Тем не менее забег сложился неудачно — перед последним кругом Лэнди значительно отставал от лидеров, и его рывок на финишной прямой смог принести ему только бронзовую медаль. Олимпийским чемпионом стал ирландский легкоатлет Рон Делэйни (3 минуты 41,2 секунды), а серебряную медаль завоевал легкоатлет из ГДР Клаус Рихтценхайн, выступавший за Объединённую германскую команду (Рихтценхайн и Лэнди показали одинаковый результат — 3 минуты 42,0 секунды). После Олимпийских игр Лэнди принял участие ещё в нескольких забегах, однако в начале 1957 года из-за проблем с сухожилиями принял решение уйти из большого спорта.
После этого Лэнди некоторое время преподавал в Джелонгской грамматической школе, а затем в течение 21 года работал в сельскохозяйственном отделе австралийского отделения компании Imperial Chemical Industries. Он также занимал различные административные посты — в частности, был председателем австралийских корпораций по исследованию мяса (Meat Research Corporation) и шерсти (Wool Research and Development Corporation). В 1980-х годах Лэнди руководил группой, представлявшей Мельбурн в качестве кандидата на место проведения очередных Олимпийских игр. Он также был президентом организации Greening Australia, главной целью которой была охрана окружающей среды. Лэнди интересовался природой Австралии, о которой он опубликовал две книги с собственными фотографиями — «Близко к природе» (англ. Close to Nature, 1985) и «Прибрежный дневник» (англ. A Coastal Diary, 1993).
В августе 2000 года премьер Виктории Стив Брэкс объявил, что Джон Лэнди будет назначен губернатором Виктории и приступит к обязанностям в январе 2001 года. Он принял присягу и официально вступил в должность с 1 января 2001 года, став 26-м губернатором Виктории и заменив на этом посту Джеймса Гоббо. В 2004 году Стив Брэкс следующим образом характеризовал стиль работы Лэнди: «Он отличался большой скромностью и работоспособностью. Он работал на всех викторианцев. Он посетил почти каждый район и шир в штате». Джон Лэнди проработал губернатором до весны 2006 года. Его преемником стал Дэвид де Кретсер, вступивший в должность 7 апреля 2006 года.
В 1971 году Джон Лэнди женился на британской журналистке Линн Фишер (Lynne Fisher), впоследствии у них было двое детей. В последние годы жизни у Лэнди прогрессировала болезнь Паркинсона. Он скончался 24 февраля 2022 года в Каслмейне (штат Виктория, Австралия) в возрасте 91 года.

## Награды и почётные звания
Наиболее значимыми спортивными наградами Джона Лэнди были серебряная медаль в беге на одну милю на Играх Британской империи и Содружества наций 1954 года в Ванкувере и бронзовая медаль в беге на 1500 метров на летних Олимпийских играх 1956 года в Мельбурне.
В январе 1955 года Джон Лэнди стал кавалером Ордена Британской империи (MBE). В августе 2000 года Лэнди был награждён Австралийской спортивной медалью, в январе 2001 года — медалью Centenary Medal в честь столетия Австралийской Федерации, а в марте 2001 года он стал компаньоном ордена Австралии (A.C.). В том же 2001 году Лэнди стал рыцарем милосердия ордена Святого Иоанна (KStJ), а в 2006 году — командором Королевского Викторианского ордена.
В 1994 году Лэнди стал почётным доктором права Университета Виктории (Канада), в 1997 году — почётным доктором Университета Новой Англии (Австралия), в 2003 году — почётным доктором права Мельбурнского университета, а в 2004 году — почётным доктором права Университета Дикина (Австралия).
В 1985 году Лэнди был введён в Зал спортивной славы Австралии, а в 2005 году стал «легендой» Зала спортивной славы.